# Pułtusk
Pułtusk è un comune urbano-rurale polacco del distretto di Pułtusk, nel voivodato della Masovia.
Ricopre una superficie di 133,72 km² e nel 2004 contava 23 707 abitanti.
Nel 2004 ha contribuito alla fondazione della Federazione Europea delle Città Napoleoniche.